# Râul Cadu
Râul Cadu este un curs de apă, afluent al râului Olt. 

## Hărți
- Harta județului Harghita
- Harta Munții Ciucului  Arhivat în 28 ianuarie 2018, la Wayback Machine.